# Emma sous influence
Pour plus de détails, voir Fiche technique et Distribution.
Emma sous influence est un film canadien écrit et réalisé par Noël Mitrani sorti en 2023,.

## Synopsis
Emma, 14 ans, souffre de la mort de son père qu’elle aimait profondément. Elle subit l’influence toxique de sa nouvelle amie Odile, une adolescente manipulatrice, qui tente de la convaincre que sa mère a tué son père pour vivre avec son nouveau compagnon.

## Fiche technique
Sauf indication contraire, les informations mentionnées dans cette section peuvent être confirmées par la base de données cinématographiques IMDb,  présente dans la section « Liens externes ».
- Titre original : Emma sous influence
- Titre en anglais : Emma Under Influence
- Réalisation : Noël Mitrani
- Scénario : Noël Mitrani
- Production : Noël Mitrani, Martina Adamcova
- Musique : Benjamin Mitrani
- Direction artistique : Noël Mitrani
- Photographie : Antoine Doan
- Son : Khalil Ladram
- Montage : Demian Fuica
- Sociétés de production : Productions Marcova
- Sociétés de distribution : 7 Art Distribution, Syndicado
- Pays de production :  Canada
- Langue originale : français
- Format : couleur
- Genre : drame
- Durée : 111 minutes
- Dates de sortie :
  - Canada : 28 août 2023 (avant-première publique au cinéma Odéon Quartier latin à Montréal)
  - Canada : 25 août 2024 (première mondiale officielle lors du Festival international du film de Montréal 2024[3]

## Distribution
- Natacha Mitrani : Emma
- Émilie Massé : Alice, la mère d'Emma
- Abby Buist : Odile
- Guewen Saulnier : Marc, le compagnon d'Alice
- Elliott Mitrani : Quentin
- Dominique Côté : Le père d'Emma
- Mélissa Plante : La mère d'Odile

## Festivals
- Montreal International Film Festival 2024